# Przemysław Łopato
Przemysław Łopato (ur. w 1979 w Szczecinie) – polski inżynier, doktor habilitowany nauk technicznych.

## Życiorys
Jest absolwentem Technikum Mechaniczno-Energetycznego im. prof. Maksymiliana Tytusa Hubera w Szczecinie. W 2004 r. ukończył studia na kierunku elektronika i telekomunikacja na Wydziale Elektrycznym w Politechniki Szczecińskiej. Tam w 2008 obronił pracę doktorską Inteligentny system wiroprądowego badania niemagnetycznych struktur przewodzących napisaną pod kierunkiem Tomasza Chadego. W 2018 otrzymał na Zachodniopomorskim Uniwersytecie Technologicznym w Szczecinie stopień doktora habilitowanego na podstawie pracy Detekcja i identyfikacja defektów struktur dielektrycznych i kompozytowych z wykorzystaniem fal elektromagnetycznych w zakresie terahercowym. Pracuje na tej ostatniej uczelni.